# لوئیس فیوری
لوئیس فیوری (انگلیسی: Lewis Furey؛ زادهٔ ۷ ژوئن ۱۹۴۹) بازیگر، خواننده، آهنگساز، نوازنده پیانو و ویولن و کارگردان فیلم اهل کانادا است.
از فیلم‌ها یا برنامه‌های تلویزیونی که وی در آن نقش داشته‌است، می‌توان به فانتاستیکا، نسخه سحرآمیز، زن و فرشته و اتاق ممنوعه اشاره کرد.